# 田邊智恵
田邊 智恵（たなべ ちえ、1971年3月29日 - ）は、日本の元女優。以前はジャパンアクションエンタープライズに所属していた。主にスタントウーマンや特撮番組のスーツアクターとして活動していた。旧名：田辺 智恵（読み同じ）。身長152cm。現役時代のスリーサイズは82cm-57cm-83cm。既婚。

## 人物
吹替の仕事が多いため、『救急戦隊ゴーゴーファイブ』出演時には「とっさに顔が見えないような演技をしてしまう癖がついていた」という逸話がある。「筋肉番付」に出演し、SASUKEにも参加した。現在は結婚し、2児の母親となっている。

## 出演

### 女優
- 仮面ライダーBLACK RX（1989年）第40話ゲスト
- フルムーン旅情ミステリー(5)やさしい嘘 晩秋のみちのく松嶋殺人事件!（1991年）
- 忍者戦隊カクレンジャー（1994年 - 1995年）花のくノ一組 ラン ※変身後のスーツアクターも兼任
- ビーロボカブタック（1997年）町娘（第8話ゲスト）
- チェンジ!（1998年）スタント
- 救急戦隊ゴーゴーファイブ（1999年）城戸ミズキ
- 賭事女王（1999年）じゃんけんシスターズ バージ（第9話ゲスト）

### スーツアクター
- スーパー戦隊シリーズ
  - 地球戦隊ファイブマン（1990年 - 1991年） - アーサーG6[3]
  - 鳥人戦隊ジェットマン（1991年 - 1992年）
  - 恐竜戦隊ジュウレンジャー（1992年 - 1993年）
  - 五星戦隊ダイレンジャー（1993年 - 1994年） - キバレンジャー（50）[4]
  - 忍者戦隊カクレンジャー（1994年 - 1995年）
  - 超力戦隊オーレンジャー（1995年 - 1996年） - タックルボーイ[5]
  - 激走戦隊カーレンジャー（1996年 - 1997年） - ダップ[6]
- メタルヒーローシリーズ
  - 特捜ロボ ジャンパーソン（1993年 - 1994年）キャロル[要出典]
  - ビーロボカブタック（1997年 - 1998年）カブタック[7]
- オリジナルビデオ
  - 超力戦隊オーレンジャー オーレVSカクレンジャー（1996年）
  - 電磁戦隊メガレンジャーVSカーレンジャー（1998年）
  - ビーロボカブタック クリスマス大決戦!!（1997年）
  - テツワン探偵ロボタック&カブタック 不思議の国の大冒険（1998年）
- 楽勝!ハイパードール（1995年）マイカ

### スタント
- 鳥人戦隊ジェットマン（1991年 - 1992年）各種吹き替え、グリナム兵
- 恐竜戦隊ジュウレンジャー（1992年 - 1993年）各種吹き替え、ゴーレム兵
- 家なき子 安達祐実の吹き替え
- マルタイの女（1997年）ファイヤースタント
- さくや妖怪伝（2000年）

### 舞台公演
- HIJIKATA（さよ）
- NOBUNAGA-戦国異聞（茜）
- TOKYO 2050

### 後楽園ゆうえんちヒーローショー
- 五星戦隊ダイレンジャー集結せよ！無敵パワーの戦士たち（1993年7月3日 - 9月26日）阿子丸
- 五星戦隊ダイレンジャー決戦！6000年戦争（1993年10月2日 - 11月28日）阿子丸
- 未来戦隊タイムレンジャー後楽園ゆうえんちに現る！

### 声優
- クロックタワー3（亡霊）※PS2ゲーム

### CM
- アサヒ生ビールZ